# "Q"
「"Q"」（キュー）は、日本の音楽グループAAAの10枚目のシングル。2006年9月6日にavex traxから発売された。

## 概要
- 前作「Let it beat!」から約1週間ぶりの発売となる。
- デビュー1周年記念4タイトル連続リリースのうちの一つである。ちなみに他の3つはシングル『Let it beat!』・ミニアルバム『ALL/2』・ライブDVD『2nd ATTACK at Zepp Tokyo on 29th of June 2006』。
- 当時AAAでは初となる2作連続オリコントップ10に入った。

## 収録内容

### CD+DVD
CD
1. "Q" [4:17]
（作詞：m.c.A・T / 作曲・編曲：上野圭市）
「第26回全国高等学校クイズ選手権」応援ソング
2. ハレルヤ（Live Version）[3:59]
3. "Q"（Instrumental）[4:16]

DVD
1. "Q"(Music Clip)

### CD ONLY
CD
1. "Q"
2. ハレルヤ（Live Version）
3. "Q"（Instrumental）

## 関連サイト
- avexnetwork の「Q」の公式PV